# ... Y eligió el infierno
... Y eligió el infierno és una pel·lícula dramàtica espanyola estrenada el 1957 i dirigida per César Fernández Ardavín. De tarannà fred, tens i anticomunista, està ambientada en la República Democràtica Alemanya.

## Sinopsi
Un grup de resistents clandestins encapçalats per una dona treballa a la República Democràtica Alemanya per ajudar els dissidents i fugitius a passar la frontera.

## Premis
Medalles del Cercle d'Escriptors Cinematogràfics
| Any  | Categoria         | Pel·lícula              | Resultat   |
| ---- | ----------------- | ----------------------- | ---------- |
| 1956 | Millor pel·lícula |                         | Guanyadora |
| 1956 | Millor director   | César Fernández Ardavín | Guanyadora |
| 1956 | Millor fotografia | Manuel Berenguer        | Guanyadora |